# 牧神节
牧神节（Lupercalia）是古羅馬每年2月13日至15日舉行的一個牧歌節日，目的是淨化城市、促進健康和生育、以及崇拜來自羅馬神話的牧神卢波库斯，是羅馬王政時期、羅馬共和國及羅馬帝國的重要節日之一。

## 背景
沒有人知道牧神節的確切起源，但它可以追溯到公元前6世紀。根據羅馬神話，古阿爾巴隆伽國王阿穆利烏斯下令將他的雙胞胎侄子、羅馬城的奠基人羅穆路斯與雷穆斯扔進台伯河淹死，以報復他們母親違背獨身誓言的行為。然而，被派去殺羅穆路斯和雷穆斯的僕人不願殺仍是嬰兒的兄弟倆，因此將他們的搖籃放在台伯河畔。但台伯河的河神第伯里努斯保護兄弟倆，最後將他們的嬰兒搖籃引導到一棵野生無花果樹下。
隨後兄弟倆在羅馬城建立地帕拉蒂尼山山腳下被一隻單身母狼救出並收養了兄弟倆。母狼和雙胞胎後來被一位牧羊人浮士德勒和他的妻子阿卡·勞倫緹雅發現，牧羊人夫妻收養了羅穆路斯與雷穆斯並將他們帶大。雙胞胎長大後殺死了下令殺死他們的叔叔，找到了養育他們的母狼的山洞，並將其命名為盧珀卡爾（Lupercal）。
人們普遍認為牧神節是為了紀念母狼收養羅穆路斯與雷穆斯和取悅保护牧羊人和羊群的牧神卢波库斯。卢波库斯曾幫助母狼照顧兄弟倆。

## 概要

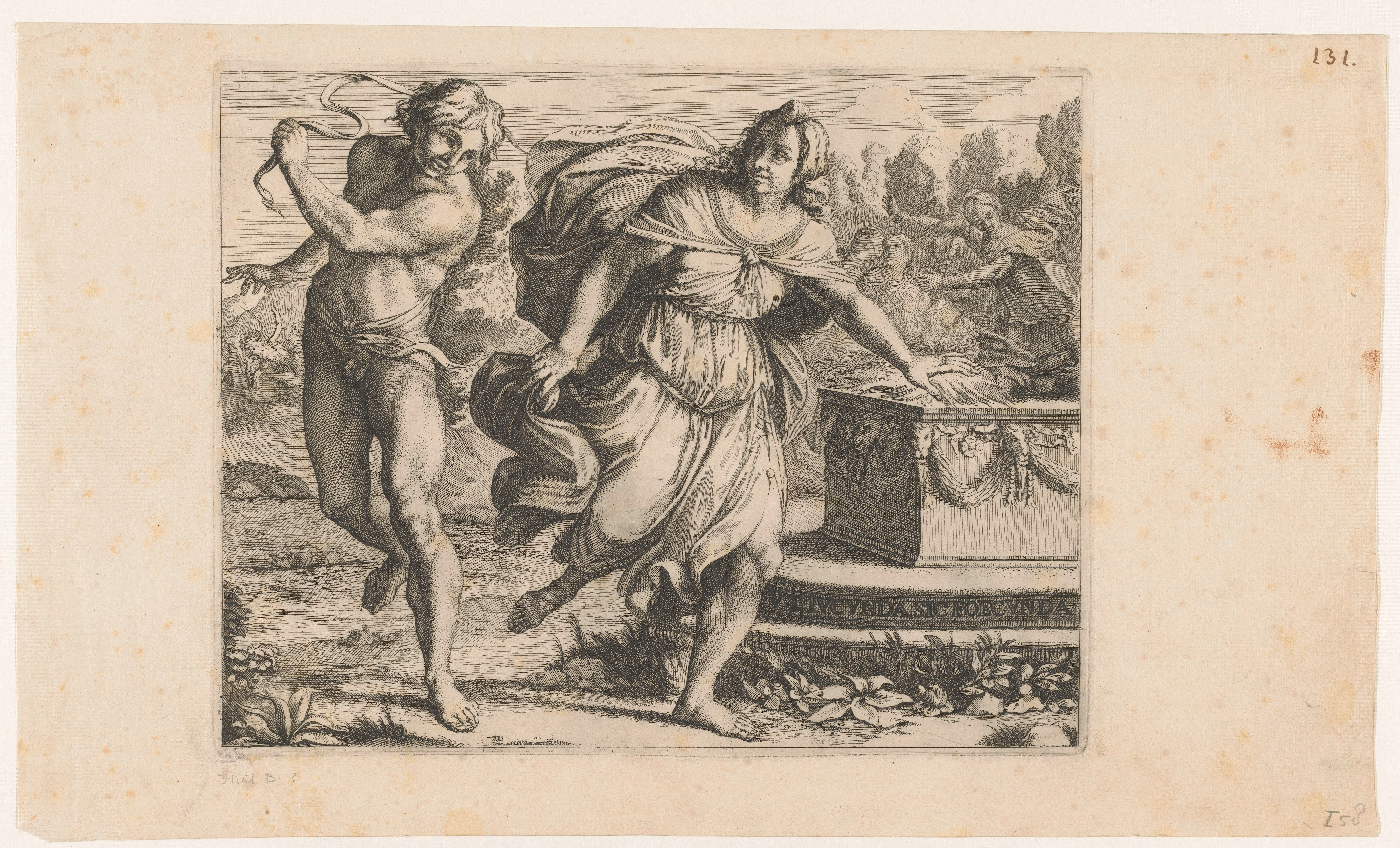
牧神節

牧神節儀式在幾個地方舉行：盧珀卡爾洞（母狼的山洞）、帕拉蒂尼山和羅馬露天公共集會場所「Comitium」。這個節日在盧珀卡爾洞穴開始，祭祀一隻或多隻雄性山羊（性的代表）和一隻狗，這些祭祀是由一群羅馬男祭司（Luperci）進行。隨後，祭司用在獻祭的染血刀觸踫他們的額頭，然後立刻以沾上牛奶的羊毛抹掉血跡，兩名年輕男人在此時會配合儀式發出笑聲。祭祀儀式結束後，宴會就開始了。祭司從新宰殺的山羊身上切下山羊皮條，然後他們全裸——或者幾乎全裸——在帕拉蒂尼山周圍裸跑，用山羊皮條鞭打任何走近他們的女人。
與此同時在牧神節期間，男人們從罐子裡隨機選擇一個女人的名字，並在節日期間與他們結合。通常，情侶倆會待在一起直到第二年的節日。 許多人墜入愛河並結婚。隨著時間的推移，牧神節期間裸體不再流行。這個節日變得更加貞潔，儘管仍然不莊嚴，婦女們被穿著衣服的男人鞭打她們的手。
在391年基於羅馬帝國皇帝狄奧多西一世早前他頒佈的薩洛尼卡敕令定基督教為帝國國教後，所有崇拜原本古羅馬宗教的節日被禁止，除了牧神節仍然合法，而羅馬帝國的基督徒民眾也仍定期慶祝這古老的節日，畢竟牧神節延續了幾個世紀。在東哥德王國國王狄奧多里克大帝統治期間的496年（羅馬帝國在395年分裂，西部帝國在476年終結），時任東哥德教廷（東哥德人控制下的羅馬教廷）的教宗傑拉一世将牧神节改为聖瓦倫丁節（今情人節，Valentine's day）。被東哥德人保留下來的羅馬元老院對此作出抗議，牧神節對羅馬城的安全和福祉至關重要，但牧神節的习俗也逐渐被人们淡忘，之后聖瓦倫丁節逐步演变为男女之间相识，交换礼物的社交节日。